# Covington (Georgia)
Covington es una ciudad ubicada en el condado de Newton en el estado estadounidense de Georgia. En el censo de 2000, su población era de 11.547 habitantes.

## Demografía
En el 2000 la renta per cápita promedia del hogar era de $31,997, y el ingreso promedio para una familia era de $36,408. El ingreso per cápita para la localidad era de $15,554. Los hombres tenían un ingreso per cápita de $29,622 contra $23,339 para las mujeres.

## Geografía
Covington se encuentra ubicado en las coordenadas 33°35′57″N 83°51′31″O / 33.59917, -83.85861 (33.599243, -83.858729).
Según la Oficina del Censo, la localidad tiene un área total de 35,9 km² (13,9 mi²), de la cual 35,6 km² (13,7 mi²) es tierra y 0,3 km² (0 mi²) (0.90%) es agua.